# Benno Hurt
Benno Hurt (* 11. April 1941 in Regensburg) ist ein deutscher Schriftsteller, Fotograf und Jurist.

## Leben und Schaffen
Benno Hurt wuchs mit drei Geschwistern in Regensburg auf. Während seiner Schulzeit im Goethe-Gymnasium spielte er Fußball in der Jugendmannschaft des SSV Jahn. 1961–1965 studierte er Jura in München, arbeitete danach als Staatsanwalt und 1971–2006 als Richter in Regensburg. Benno Hurt lebt in Pettendorf. Seit 1968 ist er mit seiner Frau Irene verheiratet.

### Schriftsteller
Hurts erste Erzählungen erschienen 1965 bei Nymphenburger und, auf Empfehlung von Marieluise Fleißer, bei Hanser. Im Zentrum der literarischen Arbeit von Benno Hurt stehen gesellschaftskritische Roman-Zyklen, in denen sich die Geschichte der Bundesrepublik Deutschland spiegelt. Geographischer Anknüpfungspunkt ist eine „fiktive Stadt mittlerer Größe im Süden Deutschlands“. Sie heißt in den Christian Kirsch-Romanen „Kolbstadt“, in den Michael Kaltenbrach-Romanen „Kürren“. Beide Orte weisen punktuelle Ähnlichkeiten mit Benno Hurts Heimatstadt auf, ohne darauf reduziert werden zu können:
Ich nehme mir von Regensburg das, was ich brauchen kann, und kombiniere es mit anderem. Ich baue mir eine eigene Stadt […]. Es geht mir nicht um Regensburger, Augsburger, Paderborner, sondern um deutsche Schicksale zu unterschiedlicher Zeit.
Auf dieser Basis thematisiert Hurt die Auseinandersetzung mit der nationalsozialistischen Vergangenheit und schildert aus verschiedenen Perspektiven die Entwicklung vom „Wirtschaftswunder“ zur „68er-Bewegung“, die er selbst als prägend erlebte. Auf die Frage „Was verbinden Sie mit der Studentenrevolte?“ antwortete er 2009:
Zunächst mal eine Bücherreihe von eineinhalb Metern Länge (von Marx zu Marcuse). Im Ernst: Ich denke immer wieder darüber nach, was hat dich so fasziniert? Ich stand (beruflich gesehen) „vor dem Leben“. Und da ereignet sich diese „Bewusstseinsrevolution“ […]. Nicht die Erinnerung an die mit schönen roten Fahnen bedeckten Straßen scheint mir wichtig, sondern das einsame, heimliche Hoffen auf „Change“. […] Dieses Zweifeln, Infragestellen, vieles, alles für möglich zu halten, ist […] bei mir geblieben. Und Romanhelden sind entstanden, die sich mit dem, was wir damals das richtige Bewusstsein nannten, noch heute dekorieren, obwohl sie längst das geworden sind, was wir damals als „Spätkapitalist“ beschimpft hätten.
Hurts Texte setzen sich auch mit der Kontinuität zwischen altem und neuem Rechtsextremismus auseinander. Der Roman Im Nachtzug zeigt gegen Ende die Gründung einer rechtsradikalen Partei durch Altnazis Mitte der 1960er Jahre. Ein deutscher Mittelläufer und Böse Onkel thematisieren das Phänomen des Neonazismus vor dem Hintergrund von Familienkonflikten, in denen sich Generationen sprachlos gegenüber stehen.
2009 diskutierte Benno Hurt im Literaturhaus München mit Heribert Prantl zum Thema 60 Jahre BRD – 60 Jahre politischer, wirtschaftlicher, gesellschaftlicher, kultureller Wandel. Denis Scheck zählt Benno Hurt zu den „bedeutenden literarischen Chronisten der Bundesrepublik.“

### Fotograf
Seit Mitte der 1970er Jahre hat Benno Hurt ein umfangreiches fotografisches Œuvre vorgelegt. 1979 veröffentlichte er in der Zeitschrift Photo den programmatischen Beitrag Argumente für eine andere Fotografie. Darin plädierte er für einen ästhetischen Paradigmenwechsel:
Mich langweilt die Fotografie der schönen Bilder, diese langbrennweitigen Lügen von unberührten Landschaften voll Geometrie […]. Sonnenuntergänge in haltbaren Plastikrahmen sind der Normalfall.
Seine persönliche Bildsprache entwickelte Benno Hurt in Serien wie Außenbezirke, Standphotos und Blick in die Bundesrepublik – eine kritische Erinnerungsphotographie. Arbeiten daraus wurden in Ausstellungen in Deutschland, Österreich und der Schweiz gezeigt. Daneben publizierte Hurt regelmäßig in Fachzeitschriften und Kunstmagazinen.
1987 wurde Hurts Fotoserie Auf Montag vertagt vom Bayerischen Staat erworben. Die Bilder sind im Regensburger Justizgebäude ausgestellt.

## Rezeption
Romane

„Benno Hurt bleibt auf dem Boden der Realität, von der er erzählt, und landet seine Wortbälle sicher und exakt. Und eben weil es so vordergründig bei ihm zugeht, weil Nähe sein Stilprinzip ist […], weil wir unaufhörlich gezwungen werden, ganz genau hinzuschauen, gewinnt das Unsichtbare an Gewicht, zeichnet das Symbolische sich wie von selber ab. […] Das Zeitgeschichtliche verbindet sich in diesem Roman mit der eindringlichen Studie eines Heranwachsenden, der zwischen sportlichem Ehrgeiz und erwachender Sexualität seine Identität sucht.“

„Hurts selbstreflektierende Prosa sperrt sich gegen schnelles Konsumieren. Ungeduldige Leser könnten Christian [Kirsch]s ständiges Rekapitulieren als ein Auf-der-Stelle-Treten empfinden; dabei ist es der mit Gewinn zu lesende Versuch, sich der Dinge, Vorgänge und Zusammenhänge von damals und heute in ihren Schattierungen zu vergewissern.“

„Die Entwicklung von Hurts Romanfamilie Kirsch […] steht für mehr als eine Familiensaga. Die Biographie der Kirschs ist auf das engste und unlösbar mit unserer Republik verzahnt. Darin liegt der bleibende Wert […][:] Die ‚vergehende‘ Bundesrepublik literarisch dokumentiert zu haben, nicht papieren, sondern fotografisch […].“

„Eine deutsche Meisterschaft ist […] ein beeindruckend erzählter Zeitroman, der die Spannung über das Ende hin offenhält. […] Ein Roman ohne Fehl.“

„Eine Reise ans Meer […] verknüpft […] treffend und einfühlsam Sehnsüchte und Erfahrungen zweier junger Erwachsener mit der deutschen Geschichte.“

„Hurt […] schreibt in einer präzisen Sprache, in der jedes Wort sitzt wie in einer Urteilsbegründung. Er seziert Charaktere genauso wie er gesellschaftliche Fassaden durchsichtig macht.“

„Benno Hurt ist ein großer deutscher Erzähler. […] Keine Vampire, keine Werwölfe, keine Zauberinternate – und doch erzählt Benno Hurt auf magische Weise.“

„Dem sprachgewandten Prosaisten, dem observierenden Fotografen […] Benno Hurt ist mit seinem neuesten Roman Die Richterin ein großer Wurf gelungen.“

„Hurt schildert einen ewigen Grundkonflikt, den Konflikt zwischen Anpassung und Verweigerung. Und da spielt das Recht, an das wir glauben, eine wichtige Rolle, weil es auf die Wünsche der Gesellschaft antwortet, auch wenn es deren Schöpfung ist.“

Fotoarbeiten

„Die Motive erscheinen wie zufällig. Wir sind von wesenlosen Anblicken wie Telefonzellen oder Parkplätzen umgeben. Und doch hat jedes Bild Persönlichkeit […] Aber das ist ja Benno Hurts These: Diese wesenlose Wirklichkeit bekommt Individualität durch seine Bilder.“

„Hurt nimmt in seinen […] Photographien die klassischen Posen jener Aufbruchsgeneration auf, die symbolgewordenen Unnatürlichkeiten, die in jedem Familienalbum zu finden sind […] Daß das Dargestellte fiktiv ist, daran soll kein Zweifel bestehen: die Verwendung des Kunstlichtfilms schafft zwei Beleuchtungsebenen, die den beiden Zeitperioden entsprechen. Die Aktualität ist bläulich-entrückt wie eine ferne Perspektive […]. Die Akteure von damals […] heben sich, sehr lebendig und […] plastisch, ab von dem Hintergrund, der ihre Zukunft ist.“

## Ehrungen
- 1999 Kulturpreis der Stadt Regensburg
- 2012 Friedrich-Baur-Preis der Bayerischen Akademie der Schönen Künste (Laudatio: Heribert Prantl, vorgelesen von Dieter Borchmeyer)

## Werke

### Erzählende Prosa
- Pestalozzi modern. Erzählung. In: Vor dem Leben – Schulgeschichten von Thomas Mann bis Heinrich Böll, hrsg. von Martin Gregor-Dellin. Nymphenburger Verlag, München 1965
- Frühling der Tage. Erzählungen. Carl Hanser Verlag, München 1965 (in der Reihe prosa viva)

- Erweiterte Sammlung: Jahreszeiten. Erzählungen. MZ-Buchverlag, Regensburg 1998

- Eine deutsche Meisterschaft. Roman. Kellner Verlag, Hamburg 1991. Neuausgabe: dtv, München 2006. ISBN 978-3-423-13456-9
- Der Wald der Deutschen. Roman. Kellner Verlag, Hamburg 1993. Neuausgabe: dtv, München 2008. ISBN 978-3-423-13640-2
- Ein deutscher Mittelläufer. Roman. Kellner Verlag, Hamburg 1996. Neuausgabe: dtv, München 2009. ISBN 978-3-423-13771-3
- Der Samt der Robe. Erzählungen aus der Justiz. Vorwort: Heribert Prantl. Lichtung Verlag, Viechtach 2002. ISBN 3-929517-58-2
- Eine Reise ans Meer. Roman. dtv, München 2007. ISBN 978-3-423-24592-0
- Wie wir lebten. Roman. dtv, München 2008. ISBN 978-3-423-24686-6
- Im Nachtzug. Roman. dtv, München 2011. ISBN 978-3-423-24828-0
- Die Richterin. Roman. dtv, München 2014. ISBN 978-3-423-28029-7

### Lyrik
- Beiträge in: Aussichten. Junge Lyriker des deutschen Sprachraums, vorgestellt von Peter Hamm. Biederstein Verlag, München 1966
- Beiträge in: Dein Leib ist mein Gedicht – Deutsche erotische Lyrik aus fünf Jahrhunderten, hrsg. von Heinz Ludwig Arnold. Rütten & Loening Verlag, Berlin 1970
- Poggibonsi auf Kodachrome. Gedichte. Lichtung Verlag, Viechtach 1999. ISBN 978-3929517316

### Dramen
- Freies Geleit (Der Widersacher). Langen Müller Verlag, München 1987. UA 30. April 1987 Regensburg (Städtische Bühnen, Theater am Haidplatz). Inszenierung: Volkmar Kamm, Bühne und Kostüme: Ulrich Hüstebeck. Mit Anton Schieffer (Horst Kirsch), Iris Atzwanger (Maria Kirsch), Paul Gorden (Landgerichtspräsident), Manfred Kothe (Landgerichtsdirektor Kühn), Hans-Joachim Reineke (Landgerichtsrat Baumer), Christian Fischer (Sebak), Christine Jensen (Margot), Renate Hünlich (Frau Öfterle), Michael Heuberger (Referendar Rücker)
- Weinzwang. Verlag Thomas Sessler, Wien / München 1990. UA 27. Mai 1990 Augsburg (Stadttheater). Inszenierung: Dieter Goertz. Bühnenbild und Kostüme: Jürgen Waldstein. Mit Rimbert Spielvogel (Werner Busse), Christel Peschke (Hilde Busse), Thomas Plock (Horst Kirsch), Karla Andrä (Maria Kirsch), Peter Greif (Friedrich), Eva Maria Keller (Magitta), Timothy Peach (Kernbichl), Peter Hanzel (Ruhwandl), Michael Hiller (Uwe), Johanna Schubert (Judy)
- Wer möchte nicht den Wald der Deutschen lieben. Langen Müller Verlag, München 1991. UA 1991 Regensburg (Städtische Bühnen)

### Hörspiele
- Böse Onkel (WDR 2011). Regie: Annette Kurth. Mit Max Volkert Martens (Reiner Diepke), Eleonore Weisgerber (Hilde Diepke), Volker Brandt (Horst Kirsch), Hansi Jochmann (Maria Kirsch), Alexander Radszun (Friedrich Bode), Susanne Tremper (Magitta Bode), Volker Lippmann (Uwe), Philipp Schepmann (Kernbichl), Peter Nottmeier (Ruhwandl), Markus Klauk (Körner), Matthias Belgard (Skin), Björn Luithardt (Skin), Klaas Vogel (Skin)

- Eine Reise ans Meer (WDR 2013). Regie: Christoph Pragua. Mit Matti Krause (Michael Kaltenbrach), Marlon Kittel (Eugen Stöber), Anne-Marie Csepe (Möt Hernadi), Ludger Burmann (Dirk Söderling), Regine Vergeen (Rosemarie Söderling), Franz Rampelmann (Platzwart Moser / Lautsprecherstimme), Chris Nonnast (Anita Kirschner), Michaela Klarwein (Frau Pfeffer), Martin Reinke (Maximilian Kaltenbrach), Bert Cöll (Bürgermeister), Krista Posch (Madonna), Verena Plangger (Bedienung), Jakob Poiesz (Nachrichtensprecher), Klaus Wildermuth (Stadionsprecher / Kofferradio), Bruno Tendera (Radiosprecher [Österreich]), Michael Lippold (Scheibenpflug), Joachim Berger (Versammlungsleiter), Caroline Pragua (Tochter)

### Beiträge in Periodika (Auswahl)
- Gloria, hör’ mein Herz ich rufen. Frankfurter Allgemeine Zeitung, 28. Dezember 1999, S. 46
- Fehlerhaft, schlampig, ungenau. Ex-Strafrichter Benno Hurt ärgert sich über deutsche TV-Krimis. Focus, 19. April 2010, S. 158f.
- Im Namen des Volkes. Süddeutsche Zeitung, 9./10. Juli 2011, S. V/2f.

### Fotoarbeiten

#### Kataloge
- Städtische Galerie Leerer Beutel (Hrsg.): Einsichten – Aussichten. Vier Aspekte subjektiver Dokumentarfotografie: Reinhold Hilgering, Axel Hütte, Benno Hurt, Martin Manz. Regensburg 1983
- Benno Hurt, Reiner Nachtwey, Herbert Schneidler (Hrsg.): Erfundene Wirklichkeiten. Positionen subjektiver Photographie. Städtische Galerie Leerer Beutel, Regensburg 1991 (enthält: Blick in die Bundesrepublik – eine kritische Erinnerungsphotographie)
- Lindemanns Galerie Stuttgart (Hrsg.): 10 Jahre Fotogalerie Lindemanns 1981–1991. Beiträge von 43 Fotografinnen und  Fotografen: Olivo Barbieri, Ulla Haug, Peter Helm, Benno Hurt u. a. Stuttgart 1991
- Städtische Galerie Leerer Beutel / Oswald Zitzelsberger Kunst- und Kulturstiftung (Hrsg.): Benno Hurts Regensburg-Blicke. Farbfotografien. Regensburg 2003
- Städtische Galerie Leerer Beutel / Galerie Donau-Einkaufszentrum (Hrsg.): Benno Hurt – der Fotograf. Ausstellungen 2011–2012. Regensburg 2011. ISBN 978-3-981-44641-8
- Kunstkabinett Regensburg / Galerie Donau-Einkaufszentrum (Hrsg.): Benno Hurt – Neue Bilder. Ausstellungen 2013–2014. Regensburg 2013
- Kunstkabinett Regensburg / Galerie Donau-Einkaufszentrum (Hrsg.): Benno Hurt – Der frühe Süden. Griechenland / Italien. Regensburg 2018

#### Zeitschriftenbeiträge
- Argumente für eine andere Fotografie. In: Photo. Nr. 3/79, März 1979, S. 24–34
- Draußen – Bilder des Fotografen Benno Hurt. In: Westermanns Monatshefte. Nr. 3/83, März 1983, S. 60–65
- Benno Hurt – Zeit-Zeichen. In: ColorFoto. Nr. 4/84, April 1984, S. 78–83 (zur Serie Außenbezirke)
- Portfolio. In: Photographie, Nr. 2/87, Februar 1987, S. 47–53 (zur Serie Standphotos)
- Recht und Winkel. In: Rolf Müller (Hrsg.): High Quality. Zeitschrift über das Gestalten, das Drucken und das Gedruckte. Heft 10, 1/1988, S. 40–46
- Zwischen Vergangenheit und Gegenwart. In: ColorFoto. Nr. 2/88, Februar 1988, S. 88–92 (zur Serie Auf Montag vertagt)

## Bearbeitungen
- Michael Herrschel: Im Nachtzug (2011). Live-Hörspiel nach dem Roman von Benno Hurt. Musik: Klaus Wenk und Alois Späth (Duo Parkdeck). UA 12. April 2011 Regensburg (Weinschenk-Villa). Michael Heuberger (Rezitation), Klaus Wenk (E-Gitarre), Alois Späth (Keyboard / Elektronik)
- Joseph Berlinger, Eva Sixt: Die Richterin (2017). Theaterstück nach Motiven aus dem Roman von Benno Hurt. UA 29. Oktober 2017 Regensburg (Turmtheater). Undine Schneider (Judith S.), János Kapitány (Bruder), Heinz Müller (Vater)
- Michael Herrschel: Der Wald der Deutschen (2022). Live-Hörspiel nach dem Roman von Benno Hurt. Musik: Caroline Hausen. UA 28. April 2022 Nürnberg (Kulturwerkstatt Auf AEG, AkademieLAB). Michael Herrschel (Rezitation), Caroline Hausen (Sopran- / Alt- / Subbassblockflöte, Percussion, E-Bass, Live-Elektronik)
- Michael Herrschel: Change ’72 (2024). Live-Hörspiel nach dem Roman Der Wald der Deutschen von Benno Hurt. Musik: Franziska Kiesel & Band. UA 30. Oktober 2024 Regensburg (Leerer Beutel). Michael Herrschel (Rezitation), Franziska Kiesel (Violine & Klavier), Daniel Randlkofer (E-Gitarre), Antonino Secchia (Percussion)